# Buldožer
Buldožer je velik in težak traktor s širokim plugom (rezilom), ki se uporablja zlasti za odrivanje zemeljskega materiala, peska, ruševin ali drugega materiala. Buldožerji izravnavajo prostor za novo stavbo.
Buldožerje lahko najdemo na najrazličnejših lokacijah, rudnikih in kamnolomih, vojaških bazah, tovarnah težke industrije, inženirskih projektih in kmetijah.
Izraz "buldožer" se pravilno nanaša samo na traktor (običajno gosenice), opremljen s plugom buldožerja.
1. ↑  »Fran/iskanje/buldožer«. Fran. Pridobljeno 5. junija 2020.